# Llista de comtats més grans dels Estats Units
Aquesta és una llista dels 100 comtats més grans per àrea dels Estats Units d'Amèrica. La llista està basada en l'àrea total de cada comtat, tant àrea terrestre com aqüífera, registrada per l'Oficina del Cens dels Estats Units en el cens del 2000.
Un rànquing diferent sorgeix quan es comparen les àrees de comtat terrestres amb les àrees de comtat totals. Alguns comtats, com els comtats d'Alger i Keweenaw de Michigan, tenen àrees aqüíferes vastes però les àrees terrestres són relativament petites.

## Llista dels comtats més grans
En la llista s'inclouen els boroughs i àrees censals d'Alaska, que encara que no tinguin el nom de «comtat», són classificats com a equivalents de comtat (county-equivalent en anglès) per l'Oficina del Cens. Però, sovint en aquest tipus de llistes l'Oficina del Cens exclou Alaska degut a la seva immensitat en comparació a la resta d'estats, així que el rànquing dels comtats fora dels d'Alaska si els equivalents de comtat d'Alaska fossin exclosos estan indicats en parèntesis.
| Rànquing | Comtat                               | Estat      | Àrea total    | Àrea terrestre |
| -------- | ------------------------------------ | ---------- | ------------- | -------------- |
| 1        | Àrea censal de Yukon-Koyukuk         | Alaska     | 382.910,3 km² | 377.878,5 km²  |
| 2        | Borough de North Slope               | Alaska     | 245.434,1 km² | 230.035,3 km²  |
| 3        | Àrea censal de Bethel                | Alaska     | 117.866,4 km² | 105.239,8 km²  |
| 4        | Borough de Northwest Arctic          | Alaska     | 105.570 km²   | 92.976,3 km²   |
| 5        | Àrea censal de Valdez-Cordova        | Alaska     | 104.115,3 km² | 88.886 km²     |
| 6        | Borough de Lake and Peninsula        | Alaska     | 80.048,7 km²  | 61.595 km²     |
| 7        | Àrea censal de Nome                  | Alaska     | 73.253,5 km²  | 59.572,1 km²   |
| 8        | Borough de Matanuska-Susitna         | Alaska     | 65.422,6 km²  | 63.924,9 km²   |
| 9        | Àrea censal de Southeast Fairbanks   | Alaska     | 65.422,9 km²  | 64.270,2 km²   |
| 10       | Borough de Kenai Peninsula           | Alaska     | 61.114 km²    | 41.474,2 km²   |
| 11       | Àrea censal de Dillingham            | Alaska     | 54.204,3 km²  | 48.367,5 km²   |
| 12 (1)   | Comtat de San Bernardino             | Califòrnia | 52.072,5 km²  | 51.936 km²     |
| 13       | Àrea censal de Wade Hampton          | Alaska     | 50.943,1 km²  | 44.531 km²     |
| 14 (2)   | Comtat de Coconino                   | Arizona    | 48.332,3 km²  | 48.218,9 km²   |
| 15 (3)   | Comtat de Nye                        | Nevada     | 47.030,9 km²  | 46.999,6 km²   |
| 16 (4)   | Comtat d'Elko                        | Nevada     | 44.555,4 km²  | 44.493,5 km²   |
| 17       | Borough d'Aleutians East             | Alaska     | 38.880 km²    | 18.099,2 km²   |
| 18       | Àrea censal d'Aleutians West         | Alaska     | 36.561,6 km²  | 11.387,6 km²   |
| 19 (5)   | Comtat de Mohave                     | Arizona    | 34.886,4 km²  | 34.447 km²     |
| 20       | Borough de Denali                    | Alaska     | 33.085,9 km²  | 33.021,4 km²   |
| 21       | Àrea censal de Prince Wales-Hyder    | Alaska     | 32.909 km²    | 19.193,4 km²   |
| 22       | Borough de Kodiak Island             | Alaska     | 31.141,2 km²  | 16.989,9 km²   |
| 23       | Àrea censal de Skagway-Hoonah-Angoon | Alaska     | 29.465,6 km²  | 20.451,8 km²   |
| 24 (6)   | Comtat d'Apache                      | Arizona    | 29.055,6 km²  | 29.020,5 km²   |
| 25 (7)   | Comtat de Lincoln                    | Nevada     | 27.549,1 km²  | 27,540,9 km²   |
| 26 (8)   | Comtat de Sweetwater                 | Wyoming    | 27.172 km²    | 27.001 km²     |
| 27 (9)   | Comtat d'Inyo                        | Califòrnia | 26.487,8 km²  | 26.426 km²     |
| 28 (10)  | Comtat de Harney                     | Oregon     | 26.486,5 km²  | 26.247,8 km²   |
| 29 (11)  | Comtat de Navajo                     | Arizona    | 25.795 km²    | 25.778,6 km²   |
| 30 (12)  | Comtat de Malheur                    | Oregon     | 25.718,6 km²  | 25.607,4 km²   |
| 31 (13)  | Comtat de Humboldt                   | Nevada     | 25.013,8 km²  | 24.988 km²     |
| 32       | Ciutat i Borough de Yakutat          | Alaska     | 24.499,4 km²  | 19.814,6 km²   |
| 33 (14)  | Comtat de Fremont                    | Wyoming    | 23.988 km²    | 23.792 km²     |
| 34 (15)  | Comtat de Maricopa                   | Arizona    | 23.890,7 km²  | 23.836 km²     |
| 35 (16)  | Comtat de Pima                       | Arizona    | 23.799 km²    | 23.792,3 km²   |
| 36       | Àrea censal de Wrangell-Petersburg   | Alaska     | 23.364,8 km²  | 15.112,4 km²   |
| 37 (17)  | Comtat de White Pine                 | Nevada     | 23.042 km²    | 22.988,7 km²   |
| 38 (18)  | Comtat d'Idaho                       | Idaho      | 22.021,3 km²  | 21.975,7 km²   |
| 39 (19)  | Comtat de Lake                       | Oregon     | 21.648,3 km²  | 21.071,5 km²   |
| 40 (20)  | Comtat de Kern                       | Califòrnia | 21.138 km²    | 21.085 km²     |
| 41 (21)  | Comtat de Yavapai                    | Arizona    | 21.050,9 km²  | 21.039 km²     |
| 42 (22)  | Comtat de Clark                      | Nevada     | 20.954,7 km²  | 20.487,7 km²   |
| 43 (23)  | Comtat de Carbon                     | Wyoming    | 20.626,7 km²  | 20.450,9 km²   |
| 44 (24)  | Comtat de San Juan                   | Utah       | 20.546,6 km²  | 20.254,2 km²   |
| 45 (25)  | Comtat d'Owyhee                      | Idaho      | 22.021,3 km²  | 21.975,7 km²   |
| 46       | Borough de Fairbanks North Star      | Alaska     | 19.279,9 km²  | 19.078,5 km²   |
| 47 (26)  | Comtat de Riverside                  | Califòrnia | 18.915 km²    | 18.667 km²     |
| 48 (27)  | Comtat de Tooele                     | Utah       | 18.873,6 km²  | 17.949,5 km²   |
| 49 (28)  | Comtat de Park                       | Wyoming    | 18.048,4 km²  | 17.980,7 km²   |
| 50 (29)  | Comtat de Catron                     | Nou Mèxic  | 17.946,1 km²  | 17.942,9 km²   |
| 51 (30)  | Comtat de St. Louis                  | Minnesota  | 17.767,1 km²  | 16.123,1 km²   |
| 52 (31)  | Comtat d'Aroostook                   | Maine      | 17.686,5 km²  | 17.279,2 km²   |
| 53 (32)  | Comtat de Millard                    | Utah       | 17.684,5 km²  | 17.065,8 km²   |
| 54 (33)  | Comtat de Box Elder                  | Utah       | 17.428,1 km²  | 14.823,4 km²   |
| 55 (34)  | Comtat de Socorro                    | Nou Mèxic  | 17.220,1 km²  | 17.214 km²     |
| 56 (35)  | Comtat d'Otero                       | Nou Mèxic  | 17.165 km²    | 17.163 km²     |
| 57 (36)  | Comtat de Washoe                     | Nevada     | 16.967,8 km²  | 16.426,4 km²   |
| 58 (37)  | Comtat de Siskiyou                   | Califòrnia | 16.439,8 km²  | 16.282,7 km²   |
| 59 (38)  | Comtat de Cochise                    | Arizona    | 16.105,5 km²  | 15.978,8 km²   |
| 60 (39)  | Comtat de Brewster                   | Texas      | 16.039,2 km²  | 16.038,8 km²   |
| 61 (40)  | Comtat de Klamath                    | Oregon     | 15.891,5 km²  | 15.395,4 km²   |
| 62 (41)  | Comtat de Chaves                     | Nou Mèxic  | 15.734,4 km²  | 15.723,5 km²   |
| 63 (42)  | Comtat de Pershing                   | Nevada     | 15.714,9 km²  | 15.634,6 km²   |
| 64 (43)  | Comtat de Fresno                     | Califòrnia | 15.585 km²    | 15.443,4 km²   |
| 65 (44)  | Comtat de Cherry                     | Nebraska   | 15.564,6 km²  | 15.437,7 km²   |
| 66 (45)  | Comtat de Keweenaw                   | Michigan   | 15.451,8 km²  | 1.401,8 km²    |
| 67 (46)  | Comtat de Rio Arriba                 | Nou Mèxic  | 15.271 km²    | 15.171,2 km²   |
| 68 (47)  | Comtat de Beaverhead                 | Montana    | 14.431,5 km²  | 14.354,5 km²   |
| 69 (48)  | Comtat de San Juan                   | Nou Mèxic  | 14.344,3 km²  | 14.281,2 km²   |
| 70 (49)  | Comtat de Lander                     | Nevada     | 14.295,4 km²  | 14.228,4 km²   |
| 71 (50)  | Comtat de Yuma                       | Arizona    | 14.294 km²    | 14.281,4 km²   |
| 72 (51)  | Comtat de McKinley                   | Nou Mèxic  | 14.129 km²    | 14.112,1 km²   |
| 73 (52)  | Comtat de Natrona                    | Wyoming    | 13.923,1 km²  | 13.830,2 km²   |
| 74 (53)  | Comtat de Pinal                      | Arizona    | 13.918,8 km²  | 13.907,2 km²   |
| 75 (54)  | Comtat d'Okanogan                    | Washington | 13.766,2 km²  | 13.644,2 km²   |
| 76 (55)  | Comtat de Flathead                   | Montana    | 13.614,1 km²  | 13.204,6 km²   |
| 77 (56)  | Comtat de Phillips                   | Montana    | 13.499,5 km²  | 13.311,4 km²   |
| 78 (57)  | Comtat de Garfield                   | Utah       | 13.489 km²    | 13.401,2 km²   |
| 79 (58)  | Comtat de Douglas                    | Oregon     | 13.296,6 km²  | 13.044,8 km²   |
| 80 (59)  | Comtat de Hawaii                     | Hawaii     | 13.174 km²    | 10.432,5 km²   |
| 81 (60)  | Comtat de Valley                     | Montana    | 13.110,5 km²  | 12.750 km²     |
| 82 (61)  | Comtat d'Alger                       | Michigan   | 13.077,1 km²  | 2.377,2 km²    |
| 83 (62)  | Comtat de Rosebud                    | Montana    | 13.019,7 km²  | 12.982 km²     |
| 84 (63)  | Comtat de Churchill                  | Nevada     | 13.010,5 km²  | 12.766,3 km²   |
| 85 (64)  | Comtat de Big Horn                   | Montana    | 12.987,9 km²  | 12.936,5 km²   |
| 86 (65)  | Comtat de Custer                     | Idaho      | 12.786,2 km²  | 12.756,9 km²   |
| 87 (66)  | Comtat de Sublette                   | Wyoming    | 12.783,3 km²  | 12.645,8 km²   |
| 88 (67)  | Comtat de Garfield                   | Montana    | 12.555,1 km²  | 12.090,2 km²   |
| 89 (68)  | Comtat de Tulare                     | Califòrnia | 12.533,2 km²  | 12.494 km²     |
| 90 (69)  | Comtat de Lincoln                    | Nou Mèxic  | 12.512,9 km²  | 12.512,2 km²   |
| 91       | Ciutat i Borough de Sitka            | Alaska     | 12.461,8 km²  | 7.443,6 km²    |
| 92 (70)  | Comtat de Campbell                   | Wyoming    | 12.436,0 km²  | 12.423,6 km²   |
| 93 (71)  | Comtat de Gila                       | Arizona    | 12.420,9 km²  | 12.348 km²     |
| 94 (72)  | Comtat de Las Animas                 | Colorado   | 12.368,3 km²  | 12.361,1 km²   |
| 95 (73)  | Comtat de Pecos                      | Texas      | 12.340,6 km²  | 12.337,8 km²   |
| 96 (74)  | Comtat de Los Angeles                | Califòrnia | 12.308,5 km²  | 10.517,6 km²   |
| 97 (75)  | Comtat de Moffat                     | Colorado   | 12.304,9 km²  | 12.282,4 km²   |
| 98 (76)  | Comtat de San Miguel                 | Nou Mèxic  | 12.265,2 km²  | 12.217,1 km²   |
| 99 (77)  | Comtat de Lane                       | Oregon     | 12.229,4 km²  | 11.790 km²     |
| 100 (78) | Comtat de Lassen                     | Califòrnia | 12.225,7 km²  | 11.803,3 km²   |